# ALMS-Saison 2009
Die American Le Mans Series 2009 begann mit dem 12-Stunden-Rennen von Sebring am 21. März 2009 und endete am 10. Oktober 2009 in Laguna Seca.

## Ergebnisse

### Rennkalender
Gesamtsieger sind fett hervorgehoben.
| Nr. | Datum         | Rennname / Rennstrecke                                           | Klasse | Team                      | Sieger                                        | Fahrzeug                |
| --- | ------------- | ---------------------------------------------------------------- | ------ | ------------------------- | --------------------------------------------- | ----------------------- |
| 1   | 21. März      | 12-Stunden-Rennen von Sebring Sebring International Raceway      | LMP1   | Audi Sport North America  | Allan McNish Rinaldo Capello Tom Kristensen   | Audi R15 TDI            |
| 1   | 21. März      | 12-Stunden-Rennen von Sebring Sebring International Raceway      | LMP2   | Fernández Racing          | Adrián Fernández Luis Díaz                    | Acura ARX-01b           |
| 1   | 21. März      | 12-Stunden-Rennen von Sebring Sebring International Raceway      | GT1    | Corvette Racing           | Johnny O’Connell Jan Magnussen Antonio García | Chevrolet Corvette C6.R |
| 1   | 21. März      | 12-Stunden-Rennen von Sebring Sebring International Raceway      | GT2    | Risi Competizione         | Pierre Kaffer Mika Salo Jaime Melo            | Ferrari F430GT2         |
|     |               |                                                                  |        |                           |                                               |                         |
| 2   | 4. April      | 1:55-Stunden-Rennen von St. Petersburg Streets of St. Petersburg | LMP1   | Highcroft Racing          | David Brabham Scott Sharp                     | Acura ARX-02a           |
| 2   | 4. April      | 1:55-Stunden-Rennen von St. Petersburg Streets of St. Petersburg | LMP2   | Fernandez Racing          | Adrián Fernández Luis Díaz                    | Acura ARX-01b           |
| 2   | 4. April      | 1:55-Stunden-Rennen von St. Petersburg Streets of St. Petersburg | GT1    | kein Starter              |                                               |                         |
| 2   | 4. April      | 1:55-Stunden-Rennen von St. Petersburg Streets of St. Petersburg | GT2    | Flying Lizard Motorsports | Jörg Bergmeister Patrick Long                 | Porsche 911 GT3 RSR     |
|     |               |                                                                  |        |                           |                                               |                         |
| 3   | 18. April     | 100-Minuten-Rennen von Long Beach Long Beach Grand Prix Circuit  | LMP1   | de Ferran Motorsports     | Gil de Ferran Simon Pagenaud                  | Acura ARX 02a           |
| 3   | 18. April     | 100-Minuten-Rennen von Long Beach Long Beach Grand Prix Circuit  | LMP2   | Fernandez Racing          | Adrián Fernández Luis Díaz                    | Acura ARX-01b           |
| 3   | 18. April     | 100-Minuten-Rennen von Long Beach Long Beach Grand Prix Circuit  | GT1    | Corvette Racing           | Olivier Beretta Oliver Gavin                  | Chevrolet Corvette C6.R |
| 3   | 18. April     | 100-Minuten-Rennen von Long Beach Long Beach Grand Prix Circuit  | GT2    | Flying Lizard Motorsports | Jörg Bergmeister Patrick Long                 | Porsche 911 GT3 RSR     |
|     |               |                                                                  |        |                           |                                               |                         |
| 4   | 17. Mai       | 2:45-Stunden-Rennen von Salt Lake City Miller Motorsports Park   | LMP1   | de Ferran Motorsports     | Gil de Ferran Simon Pagenaud                  | Acura ARX 02a           |
| 4   | 17. Mai       | 2:45-Stunden-Rennen von Salt Lake City Miller Motorsports Park   | LMP2   | Fernandez Racing          | Adrián Fernández Luis Díaz                    | Acura ARX-01b           |
| 4   | 17. Mai       | 2:45-Stunden-Rennen von Salt Lake City Miller Motorsports Park   | GT1    | kein Starter              |                                               |                         |
| 4   | 17. Mai       | 2:45-Stunden-Rennen von Salt Lake City Miller Motorsports Park   | GT2    | Flying Lizard Motorsports | Jörg Bergmeister Patrick Long                 | Porsche 911 GT3 RSR     |
| 4   | 17. Mai       | 2:45-Stunden-Rennen von Salt Lake City Miller Motorsports Park   | CC1    | Snow Racing               | Melanie Snow Martin Snow                      | Porsche 911 GT3 Cup     |
|     |               |                                                                  |        |                           |                                               |                         |
| 5   | 18. Juli      | 2:45-Stunden-Rennen von Lime Rock Lime Rock Park                 | LMP1   | de Ferran Motorsports     | Gil de Ferran Simon Pagenaud                  | Acura ARX 02a           |
| 5   | 18. Juli      | 2:45-Stunden-Rennen von Lime Rock Lime Rock Park                 | LMP2   | Dyson Racing              | Butch Leitzinger Marino Franchitti            | Lola B09/86             |
| 5   | 18. Juli      | 2:45-Stunden-Rennen von Lime Rock Lime Rock Park                 | GT1    | kein Starter              |                                               |                         |
| 5   | 18. Juli      | 2:45-Stunden-Rennen von Lime Rock Lime Rock Park                 | GT2    | Flying Lizard Motorsports | Jörg Bergmeister Patrick Long                 | Porsche 911 GT3 RSR     |
| 5   | 18. Juli      | 2:45-Stunden-Rennen von Lime Rock Lime Rock Park                 | CC1    | Gruppe Orange             | Wesley Hoaglund Bob Faieta                    | Porsche 911 GT3 Cup     |
|     |               |                                                                  |        |                           |                                               |                         |
| 6   | 8. August     | 2:45-Stunden-Rennen von Mid-Ohio Mid-Ohio Sports Car Course      | LMP1   | de Ferran Motorsports     | Gil de Ferran Simon Pagenaud                  | Acura ARX 02a           |
| 6   | 8. August     | 2:45-Stunden-Rennen von Mid-Ohio Mid-Ohio Sports Car Course      | LMP2   | Fernandez Racing          | Adrián Fernández Luis Díaz                    | Acura ARX-01b           |
| 6   | 8. August     | 2:45-Stunden-Rennen von Mid-Ohio Mid-Ohio Sports Car Course      | GT1    | kein Starter              |                                               |                         |
| 6   | 8. August     | 2:45-Stunden-Rennen von Mid-Ohio Mid-Ohio Sports Car Course      | GT2    | Flying Lizard Motorsports | Jörg Bergmeister Patrick Long                 | Porsche 911 GT3 RSR     |
| 6   | 8. August     | 2:45-Stunden-Rennen von Mid-Ohio Mid-Ohio Sports Car Course      | CC1    | Snow Racing               | Melanie Snow Martin Snow                      | Porsche 911 GT3 Cup     |
|     |               |                                                                  |        |                           |                                               |                         |
| 7   | 16. August    | 4-Stunden-Rennen von Road America Road America                   | LMP1   | Highcroft Racing          | David Brabham Scott Sharp                     | Acura ARX 02a           |
| 7   | 16. August    | 4-Stunden-Rennen von Road America Road America                   | LMP2   | Fernandez Racing          | Adrián Fernández Luis Díaz                    | Acura ARX-01b           |
| 7   | 16. August    | 4-Stunden-Rennen von Road America Road America                   | GT1    | kein Starter              |                                               |                         |
| 7   | 16. August    | 4-Stunden-Rennen von Road America Road America                   | GT2    | Rahal Letterman Racing    | Joey Hand Bill Auberlen                       | BMW M3 E92              |
| 7   | 16. August    | 4-Stunden-Rennen von Road America Road America                   | CC1    | Snow Racing               | Melanie Snow Martin Snow                      | Porsche 911 GT3 Cup     |
|     |               |                                                                  |        |                           |                                               |                         |
| 8   | 30. August    | 2:45-Stunden-Rennen von Mosport Mosport International Raceway    | LMP1   | Highcroft Racing          | David Brabham Scott Sharp                     | Acura ARX 02a           |
| 8   | 30. August    | 2:45-Stunden-Rennen von Mosport Mosport International Raceway    | LMP2   | Fernandez Racing          | Adrián Fernández Luis Díaz                    | Acura ARX-01b           |
| 8   | 30. August    | 2:45-Stunden-Rennen von Mosport Mosport International Raceway    | GT1    | kein Starter              |                                               |                         |
| 8   | 30. August    | 2:45-Stunden-Rennen von Mosport Mosport International Raceway    | GT2    | Corvette Racing           | Johnny O’Connell Jan Magnussen                | Chevrolet Corvette C6.R |
| 8   | 30. August    | 2:45-Stunden-Rennen von Mosport Mosport International Raceway    | CC1    | kein Starter              |                                               |                         |
|     |               |                                                                  |        |                           |                                               |                         |
| 9   | 26. September | Petit Le Mans Road Atlanta                                       | LMP1   | Team Peugeot Total        | Franck Montagny Stéphane Sarrazin             | Peugeot 908 HDi FAP     |
| 9   | 26. September | Petit Le Mans Road Atlanta                                       | LMP2   | Dyson Racing              | Butch Leitzinger Marino Franchitti Ben Devlin | Lola B09/86             |
| 9   | 26. September | Petit Le Mans Road Atlanta                                       | GT1    | kein Starter              |                                               |                         |
| 9   | 26. September | Petit Le Mans Road Atlanta                                       | GT2    | Risi Competizione         | Pierre Kaffer Mika Salo Jaime Melo            | Ferrari F430GT2         |
| 9   | 26. September | Petit Le Mans Road Atlanta                                       | CC1    | kein Starter              |                                               |                         |
|     |               |                                                                  |        |                           |                                               |                         |
| 10  | 10. Oktober   | 4-Stunden-Rennen von Laguna Seca Laguna Seca Raceway             | LMP1   | de Ferran Motorsports     | Gil de Ferran Simon Pagenaud                  | Acura ARX 02a           |
| 10  | 10. Oktober   | 4-Stunden-Rennen von Laguna Seca Laguna Seca Raceway             | LMP2   | Fernandez Racing          | Adrián Fernández Luis Díaz                    | Acura ARX-01b           |
| 10  | 10. Oktober   | 4-Stunden-Rennen von Laguna Seca Laguna Seca Raceway             | GT1    | kein Starter              |                                               |                         |
| 10  | 10. Oktober   | 4-Stunden-Rennen von Laguna Seca Laguna Seca Raceway             | GT2    | Flying Lizard Motorsports | Jörg Bergmeister Patrick Long                 | Porsche 911 GT3 RSR     |
| 10  | 10. Oktober   | 4-Stunden-Rennen von Laguna Seca Laguna Seca Raceway             | CC1    | ORBIT Racing              | John Baker Guy Cosmo                          | Porsche 911 GT3 Cup     |

1Challenge Class

2 Das Rennen auf der Road Atlanta wurde wegen heftiger Regenfälle nach ca. fünf Stunden unterbrochen und nach drei weiteren Stunden Pause abgebrochen.